# نعنای فلفلی استرالیای غربی
نعناع فلفلی استرالیای غربی(نام علمی: Agonis flexuosa) نام یک گونه از سرده مورت‌های آگونیس است.